# Airplane Mode
Airplane Mode es una película de comedia surrealista estadounidense de 2019 dirigida por David Dinetz y Dylan Trussell, y escrita por Dinetz, Trussell, Logan Paul y Jake Paul. Logan Paul interpreta al personaje principal, una versión ficticia de sí mismo, que se encuentra en una situación en la que tiene que superar su miedo a volar para poder aterrizar un avión que contiene a un grupo de famosos influencers de las redes sociales. Chloe Bridges, Stephen Guarino, Arielle Vandenberg, Kevin Heffernan, Nick Swardson, Mikaela Hoover, Chris Wylde y Erik Griffin tienen papeles secundarios en la película, y también fue el crédito final en pantalla de Beverly Polcyn, quien murió 16 días después del estreno de la película, a la edad de 90 años.
El rodaje comenzó en 2016 y se suponía que se estrenaría un año después. Sin embargo, la película fue archivada debido a la controversia que rodeó a Logan Paul y el video del bosque de los suicidios, y finalmente se lanzó el 2 de agosto de 2019 en iTunes. Airplane Mode fue criticada negativamente de manera universal por canales de comentarios de YouTube. En diciembre de 2020, Logan Paul fue demandado por más de $ 3 millones después de que su controvertido video del bosque de los suicidios provocara la suspensión del acuerdo de publicación exclusiva de la empresa con Google. Planeless Pictures, que consiguió un acuerdo con el influencer en 2016, cree que Paul subió el video del bosque de los suicidios en un intento deliberado de sabotear la producción de la película, alegando que Paul debería ser considerado responsable de pagar las pérdidas de la productora.

## Argumento
El youtuber Logan Paul está haciendo una videollamada con su novia australiana, Ariel, con quien tiene una relación en línea. Los dos intentan tener cibersexo, pero son interrumpidos, en primer lugar por el «hermano de intercambio de Logan», Juanpa Zurita, y en segundo lugar por Lele Pons, que intenta capturar el rostro de Logan mientras se masturba. Los amigos de Logan le hablan de una convención formada por influencers de las redes sociales llamada «Hashtagcon», que se lleva a cabo en Sídney, lo que le da la oportunidad de conocer finalmente a Ariel. Sin embargo, tiene que superar su miedo a volar, que se desató hace diez años cuando Juanpa le dijo que saltara de un árbol como parte de un video de YouTube.
Logan, Juanpa y Andrew Bachelor toman un taxi hasta el aeropuerto, y Andrew le dice a Logan que el bromista Vitaly Zdorovetskiy estará en el mismo vuelo, ya que está siendo extraditado a Australia para ser juzgado por un incidente con dingos. Juanpa acude a inmigración donde el oficial de aduanas cree que es un inmigrante ilegal y lo deporta de regreso a México, aunque Juanpa lo convence de deportarlo a Australia ya que está desesperado por perder su virginidad. Logan pasa por la aduana sin problemas, pero su miedo a volar se apodera de él y sus amigos lo obligan a subir al avión. Logan toma asiento junto a Jenna, una joven que tiene cicatrices en el fémur similares a las de él, y ella le toma la mano cuando el avión está a punto de despegar. Los pilotos anuncian por el intercomunicador que todos los pasajeros deben poner sus teléfonos inteligentes en modo avión, a lo que se niegan. Las señales telefónicas causan estragos en el cableado del avión, lo que provoca que los pilotos mueran electrocutados. Una de las azafatas, Clarice, mira por la mirilla, entra y luego sale inmediatamente, pensando que los pilotos están practicando sexo oral.
Logan le pide el nombre de usuario de Instagram de Jenna, pero ella le dice que no está en las redes sociales, antes de darse cuenta de que él es parte del grupo de «Hashtagcon». Logan minimiza esto y dice que en realidad está en el vuelo para encontrarse con su novia por primera vez. Jenna le pregunta a Logan sobre su novia y cómo puede amar a alguien que no conoce. Horas más tarde, Clarice descubre que los copilotos en realidad están muertos y lleva al mariscal del aire a la cabina de vuelo para ocuparse de la situación, dejando a Vitaly solo. Logan se levanta de su asiento y escucha la conversación en la cabina. Abre la puerta y pregunta si todo está bien, pero se asusta cuando se da cuenta de que los pilotos están muertos. Vitaly aparece y mata al mariscal del aire rompiéndole el cuello, mientras Clarice y Logan se desmayan y colapsan en el suelo.
Logan se despierta en la cabina y va a buscar a Juanpa para ver si puede ayudarlo, pero él es incapaz de hacerlo. Al darse cuenta de que sus amigos también serían iguales, Logan despierta a Jenna y la lleva a la cabina con él. Jenna se asusta por la situación, mientras Logan decide intentar encontrar a las azafatas, quienes están atadas y amordazadas en la carga por Vitaly. Sin embargo, Logan se acobarda y sólo cuando Jenna lo regaña decide regresar. Llama al controlador aéreo en Sídney y le dice que los pilotos están muertos y las azafatas desaparecidas. El controlador de tráfico aéreo, Benji, sugiere usar la palanca del piloto automático que Logan había roto presa del pánico, pero cuando Logan le dice que no pueden usarla, Benji dice que ya no puede ayudarlos y se va a almorzar. Mientras tanto, Vitaly quiere saber dónde está el suministro de oxígeno de emergencia, y procede a alimentar a un perro con comida para gatos, por lo que Clarice le dice dónde está. Vitaly abre la puerta de carga y dice que todo el tiempo fue comida para perros; estaba simplemente en una lata que se usaba para comida para gatos. Luego arroja a Clarice fuera del avión, antes de decir su latiguillo «¡Es sólo una broma, hermano!».
Vitaly abre la puerta de emergencia y Andrew, más preocupado por filmarse que por estar en su asiento, es la segunda persona que sale expulsada del avión. Nick Bateman da un discurso inspirador a los pasajeros donde dice que, como es un piloto júnior, salvará el día o morirá en el intento. Tan pronto como atraviesa la cortina, Vitaly lo apuñala en el frente. Como se estableció en una escena anterior (por razones que no son explicadas), Logan tiene la capacidad de leer la mente de los hombres homosexuales y, a través del asistente de vuelo, Bruce, evita que Jenna use la máscara de oxígeno, ya que Vitaly la reemplazó con cloroformo. Logan y Vitaly pelean entre sí en el avión, donde se revela que la convención «Hashtagcon» es sólo una broma elaborada, y Vitaly lo noquea con un extintor de incendios. Cuando Logan vuelve en sí, Bruce le dice que Vitaly tiene el único paracaídas a bordo, quien abre la puerta de carga para deshacerse de ellos. Sin embargo, son salvados por el loro mascota de Logan, Maverick. Bruce le aconseja a Logan que use el piloto automático, a lo que Logan se ríe torpemente, ya que había roto la palanca del piloto automático. Vitaly se apodera del avión y lo eleva más hacia el cielo para poder escapar. Las manos de Jenna están atadas, pero logra entregarle a Logan la palanca del piloto automático, que él arroja al pecho de Vitaly, quien se ríe y lo considera una herida superficial. El paracaídas de Vitaly se activa y muere cuando es arrojado hacia atrás hacia el motor. Logan usa el teléfono inteligente de Jenna para ver un video instructivo de YouTube sobre cómo aterrizar un avión, aunque también termina con el mismo consejo que le habían dado Benji y Bruce: usar el piloto automático. Benji luego llama a la cabina y le dice a Logan que está sorprendido de que hayan llegado tan lejos y que debería simplemente aterrizar el avión en la línea blanca, volar recto y esperar que no exploten al contacto, todo mientras insulta a Logan, para su frustración. Aunque aterrizan con éxito en la pista de aterrizaje, el avión no se detiene, por lo que Logan tiene que mirar rápidamente el video de instrucciones para frenar de golpe en el último minuto. Luego, el motor explota justo cuando Logan y Jenna están a punto de besarse. Cuando todos bajan del avión, Logan se encuentra con Benji, a quien rápidamente le da un cabezazo. También se topa con Juanpa, quien pasó la mayor parte del vuelo emborrachándose e intentando tener sexo con Brittany Furlan. Logan y Jenna se despiden, y Logan se da cuenta de que en realidad siente algo por ella y no por Ariel. Logan y Juanpa conducen hasta la casa de Ariel, y él decide poner a Juanpa en su lugar. Ariel se da cuenta de inmediato que Juanpa no es Logan, pero decide tener sexo con él de todos modos ya que tiene un acento. Cuando Juanpa está a punto de llegar al clímax, son sorprendidos en el acto por el padre (adoptivo) de Ariel, quien persigue a Juanpa por el dormitorio antes de que salte por la ventana y salga corriendo desnudo. Logan llega a la habitación del hotel en la que se hospeda Jenna, pero asume que se ha reconciliado con su «novio», Richie. Sin embargo, cuando Logan sale de la habitación, inmediatamente se da cuenta de que Richie es gay, y regresa corriendo para echar a Richie (quien está confundido sobre por qué Logan puede escuchar sus pensamientos) y besase con Jenna.
En una escena de mitad de créditos, se ve a Juanpa corriendo por otra playa (con solo un par de hojas cubriendo sus genitales) y persigue a un canguro. Logan llega a la casa del niño cuyo video instructivo vio y derriba la puerta, lo que deja inconsciente a la hermana del niño. Finalmente, se demuestra que Andrew sobrevivió a toda la experiencia, siendo arrastrado por la corriente a otra playa y luego comienza a hacer magreo con una muñeca sexual.

## Reparto
- Logan Paul como Logan.
  - Rocco Piazza como el pequeño Logan.
- Juanpa Zurita como Juanpa.
  - Liam Ramos como el pequeño Juanpa.
- Chloe Bridges como Jenna.
- Stephen Guarino como Bruce.
- Arielle Vandenberg como Clarice.
- Kevin Heffernan como Gary.
- Nick Swardson como Esteban.
- Mikaela Hoover como Claire.
- Lorynn York como Ariel.
- Hal Alpert como Eugene.
- Beverly Polcyn como Anciana.
- Chris Wylde como copiloto Penis/Benji.
- Erik Griffin como copiloto Trussell.
- Antoine Dodson como agente principal de la TSA.
- Timothy Brennan como antiguo agente de la TSA.
- Casey Neistat como agente de la TSA que ronca.
- Roman Atwood como guardia de seguridad del aeropuerto.
- James Frey como Oficial de Aduanas/Voz de «Jerkins», la botella de lubricante íntimo.
- Stacey Scowley como la señora Marx.
- Cassie Brennan como Becky Marx.
- Jake Brennan como Connor Marx.
- Richard Whiten como Cedric.
- James Pulido como Richie.

Las siguientes personalidades de las redes sociales interpretan versiones ficticias de sí mismos: Lele Pons, Andrew Bachelor, Jeremy Jahns, Nick Bateman, Jon Paul Piques, Vitaly Zdorovetskiy, Anwar Jibawi, Kyle Myers, Jimmy Carr, Chris Stuckmann, David Dobrik, Amanda Cerny, Mark Fischbach, Alex Wassabi, Lauren Elizabeth, Jerry LaBranche y Paige Ginn.

## Recepción
Eric D. Snider de Crooked Marquee le dio a la película una D+ y concluyó: «Podemos pensar que, como sociedad, no hemos hecho nada para merecer la imagen de un Nick Swardson lactante, pero nos estamos engañando a nosotros mismos. Esto es lo que somos».